# Il circo degli orrori
Il circo degli orrori (Circus of Horrors) è un film del 1960 diretto da Sidney Hayers.
Il film è noto per la sua concentrazione di sadismo e violenza a sfondo sessuale, diventato il terzo capitolo di una trilogia sadica che comprende Gli orrori del museo nero (1959) e L'occhio che uccide (1960).

## Trama
1947, Inghilterra: il dottor Rossiter, un chirurgo plastico, diventa ricercato dalla polizia dopo aver eseguito un'operazione sulla socialite Evelyn Morley, che la lascia orribilmente sfigurata. Rossiter non perde fiducia nelle sue capacità chirurgiche, quindi fugge in Francia con i suoi assistenti Martin e Angela. Per evitare l'arresto, il dottore cambia il proprio nome in dottor Schüler. Durante il viaggio, Schüler si interessa nel vedere Nicole, una bambina sfigurata dalla guerra appena conclusasi; parla con il padre della ragazzina, Vanet, il quale possiede un fallimentare circo, e lo convince a lasciargli eseguire un intervento chirurgico su Nicole per sistemarle il viso. L'operazione riesce ma, poco dopo, un Vanet ubriaco provoca uno degli orsi da esibizione e finisce sbranato dall'animale. Schüler ne approfitta per prendere il controllo del circo e inizia a reclutare artisti, assumendo persone umili e sfigurate offrendosi di operarle in cambio dei loro servigi. A Parigi, Schüler incontra la prostituta Elissa Caro (il cui volto è segnato da una cicatrice) mentre deruba e uccide un uomo in un vicolo e la convince a fargli da artista dandole una nuova identità.
Dieci anni dopo, il circo di Schüler è diventato enormemente popolare in Europa, soprattutto per la grande bellezza dei suoi artisti. Quando i suoi membri prendono la decisione di andarsene, tuttavia, avvengono una serie di misteriosi incidenti; in particolar modo, durante la sua esibizione di addio a Berlino, l'artista Magda von Meck rimane uccisa durante un'esibizione di lancio con i coltelli, omicidio deliberatamente orchestrato da Schüler. La morte di Magda porta la gelosa Elissa a impegnarsi al massimo nello spettacolo, ma nel frattempo Schüler accetta di operare Melina, una donna il cui volto è sfigurato dall'acido, rendendola la sua nuova star e innamorandosi di lei al punto dal volerla sposare.
Nicole, che continua a esibirsi al circo, incontra l'ispettore Arthur Ames, il quale si finge un giornalista intento a indagare sulle morti avvenute tra gli artisti. Quando Ames guadagna la fiducia della donna, lei gli confessa dell'operazione subita da piccola da parte di Schüler, che lei crede sia suo zio. Nel frattempo, Elissa deduce la vera identità di Rossiter e cerca di ricattarlo per ottenere nuovamente lo status di celebrità nel circo. Per rappresaglia, Schüler  libera un pitone nella carovana di Elissa, senza riuscire a farle cambiare idea. Poco dopo, durante un'esibizione, Schüler  fa uccidere Elissa facendola cadere mentre oscilla con la corda.
Quando Schüler resta ferito da una delle tigri, ordina ad Angela e Martin di operarlo. Successivamente Evelyn Morley, ora sposata con Edward Finsbury, visita il circo e perde i sensi nel vedere Rossiter. Angela e Martin temono che la donna abbia riconosciuto Rossiter e insistono per nascondersi, ma lui si ostina a far continuare lo spettacolo. Durante un'esibizione con dei leoni, Melina viene attaccata e uccisa dagli animali, traumatizzando Schüler. Nella fuga generale degli spettatori, Evelyn parla con Nicole e Ames affermando che Schüler in realtà è Rossiter. Nel frattempo Schüler, ormai impazzito del tutto, attacca Angela e Martin nella loro roulotte e pugnala a morte Angela. Martin riesce a scappare e aizza un gorilla contro il dottore, poi racconta alla polizia i delitti commessi da Schüler. Rossiter sfugge al gorilla e aggredisce Ames e Nicole, poi prova a scappare dal circo ma viene fermato da Evelyn che lo colpisce deliberatamente con la sua auto. Mentre muore, Rossiter pronuncia il nome di Melina.

## Musica
Nella colonna sonora è inserita la famosa canzone di Garry Miles Look for a Star che fa da sfondo ai volteggi dei trapezisti.